# Kapela svetega Florjana, Krog
Kapela svetega Florjana je v kraju Krog, župniji Murska Sobota, ter občini Murska Sobota.

## O kapeli
Na mestu, kjer stoji današnja kroška kapela, je prej stal križ iz leta 1819. Kapelo so zgradili leta 1849. Za temelje so uporabili gromadni apnenec, ki so ga pripeljali od Sv. Jurija na Goričkem. Zvonik je krit s pločevino, kapela pa je grajena z opeko. V zvoniku so trije zvonovi. Apsida je polkrožna. Po kapeli bi se lahko orjentirali, saj stoji v smeri: Oltar proti zahodu, zvonik proti vzhodu. Znotraj je obokana, na oboku je slika sv. Florijana, okrog njega pa so štirje evangelisti.
Ohranjena je latinska mašna knjiga - misal iz leta 1899. Krožani so kapelo in verjetno že križ pred njo dali postaviti po požaru, ki je uničil nekaj hiš v vasi.
Proščenje je na godovni dan zavetnika kapele tj. 4. maja.

## Arhitektura
Vaška kapela sv. Florijana je  zidana 1849 leta. Krita je z dvokapnico. V njeni prvi tretjini se vzpenja s pločevinasto streho kriti zvonik.
Kapela stoji v središču naselja. 